# Допево (гмина)
Допево (пол. Dopiewo) — сельская гмина (волость) в Польше, входит как административная единица в Познанский повет, Великопольское воеводство. Население — 19 305 человек (на 2012 год). Административный центр — деревня Допево.
В состав гмины Допево входят деревни Конажево (Konarzewo), Допево (Dopiewo), Dąbrowa, Dąbrówka, Допевец (Dopiewiec), Drwęca, Fiałkowo, Glinki, Gołuski, Joanka, Lisówki, Palędzie, Podłoziny, Pokrzywnica, Skórzewo, Trzcielin, Więckowice, Закжево (Zakrzewo), Żarnowiec и Zborowo.